# المجموعة الفردانية G حسب البلد
في علم الوراثة البشرية، تُصنف المجموعة الفردانية G (M201)، كمجموعة فردانية صبغيَّة. لا يمكن اعتبار أي من العينات التي تم إجراؤها من خلال الدراسات البحثية الموضحة هنا بمثابة عينة عشوائية حقيقية، وبالتالي فإن أي نسب مئوية من المجموعة الفردانية G المقدمة لكل دولة على حدة هي مجرد تقديرات تقريبية لما يمكن العثور عليه في إجمالي عدد السكان.

## أفريقيا

### الجزائر
من ضمن 46 عينة تم أخذها في الجزائر في دراسة أجريت عام 2008، وجد أن 2% منها تنتمي إلى السلالة G. لم يتم إجراء اختبار SNP، ولكن تم التنبؤ بهذه العينة الواحدة G على أساس النمط الفرداني. عندما تم اختباره في الأصل لـ SNPs ، لم يكن G اختبارًا متاحًا. في دراسة أجريت عام 2011، لم تكن أي من العينات العشرين من البربر المزابيين في الجزائر تنتمي بـ G.

### جزر القمر
في دراسة أجريت عام 2011 على 577 رجلاً في جزر القمر قبالة الساحل الجنوبي الشرقي لأفريقيا، كان 1.8% فقط منهم من الفئة G2a (P15+) و0.3% كانوا في فئات G أخرى غير محددة، ولكن لم يكن أي منهم من الفئة G1.

### مصر
من بين 147 عينة من العينات للمصريين في مصر (2004)، كانت نسبة 9% من فئة G. وفي دراسة أجريت عام 2009، أنه من بين 116 مصريًا، كانت نسبة 6.9% من فئة G. وفي دراسة أجريت على 35 عينة من واحة الحايز في منطقة الصحراء الغربية المصرية، لم يكن هناك أي منها على السُّلالة G.

### ليبيا
لا يوجد مسح لسكان ليبيا يعتمد على اختبار SNPs، ولكن التقريب التقريبي للسكان في طرابلس في الجزء الغربي من البلاد بناءً على علامات STR لـ 63 عينة من هناك في قاعدة بيانات YHRD يشير إلى 7.9 % هم G باستخدام متنبئ مجموعة هابلوغروب Athey. ومن بين 20 يهوديًا في ليبيا، تبين أن 10% منهم هم من فئة G. ويبدو أن هؤلاء الرجال كانوا يعيشون في إسرائيل آنذاك.

### المغرب
في 147 عينة تم أخذها في المغرب ، وجد أن 1% منها هو G.
وفي دراسة أخرى، كان 1% فقط ينتمي إلى السلالة G من 312 عينة في المغرب ما يوضح ندرتها.
جمعت دراسة أخرى عينات فقط من قرى صغيرة في وادي أزغور بالمغرب، حيث لم يتم تحديد أي من العينات الـ 33 G. تم اختيار هذه القرى الصغيرة لأنه تم الشعور بأنها أمازيغية نموذجية في تكوينها.
بينما وجدت دراسة أجريت على 20 يهوديًا مغربيًا أن 30% منهم كانوا من السلالة G. ويبدو أن الرجال الذين تم اختبارهم كانوا يعيشون في إسرائيل.

### جنوب أفريقيا
في دراسة أجريت عام 2011، لم يتم العثور على السلالة G بين 8 رجال أفارقة في جنوب أفريقيا. في دراسة أجريت عام 2010، لم يتم العثور على السلالة G في جنوب إفريقيا بين 343 متحدثًا من جنوب شرق البانتو أو 183 متحدثًا من خوي-سان، لكن 5.7% من 157 من البيض أو ذوي الأصل الأوروبي في جنوب إفريقيا كانوا من G.

## الأناضول وبلاد الشام والجزيرة العربية

### قبرص
من بين 166 عينة من قبرص، وجد أن 13.3% تنتمي إلى السلالة G.

### العراق
من بين 139 عينة مأخوذة في العراق في دراسة أجريت عام 2003، وجد أن 2.2% منها من السلالة G. وفي دراسة أجريت عام 2011، وجد أن 1.4% من 143 من عرب الأهوار هم من النوع G، مقابل 1.9% من 154 عراقيًا آخرين.
في دراسة أجريت عام 2004 تم أخذ عينة من 20 يهوديًا عراقيًا (يعيشون على ما يبدو في إسرائيل)، وتبين أن 10% منهم من الفئة G2a (P15+). وجدت دراسة أخرى عن اليهود العراقيين في عام 2010 أن 10.1% من 79 رجلاً كانوا من فئة G.

### إسرائيل
من بين 738 يهوديًا في إسرائيل، تم العثور على نسبة 9.8% تنتمي إلى السلالة G. وكانت الأنواع يتسيدها فرع G2a (P15+) هي الأغلبية، مع كون G2b (G2c سابقًا) هو النوع التالي الأكثر شيوعًا.
بين عينات الدروز، تم العثور على السلالة G في 4% من 37 عينة في مرتفعات الجولان، وفي 14% من 183 عينة في الجليل، وفي 12% من 35 عينة في الكرمل. وفي دراسة أخرى أخذت عينات من 20 رجلاً درزيًا يعيشون على ما يبدو في إسرائيل، لم يكن لدى أي منهم طفرة G.

#### الفلسطينيين في إسرائيل
ومن بين الفلسطينيين الذين يعيشون على ما يبدو في إسرائيل، وجد أن 75% من 20 عينة تم أخذها تنتمي إلى G2a (P15+). في نفس الدراسة، بين السامريين في إسرائيل، لم تكن أي من العينات الـ 12 تحتوي على G. في لوحة خط خلايا تنوع الجينوم البشري (CEPH- HDGP ) العينة الفلسطينية "وسط إسرائيل" (العدد = 17)، 59% (10) كانت G.
وجدت دراسة أجريت على 329 رجلاً درزيًا أن 12.5% منهم كانوا من السلالة G. ولم تقتصر هذه الدراسة على إسرائيل، ولكن ربما كانت في الغالب إسرائيلية.

### فلسطين
من بين 291 عينة تم أخذها من الأراضي الفلسطينية، كانت النسبة 8.9% من السُّلالة G.

### الأردن
من بين 273 عينة مأخوذة في الأردن، وجد أن 5.5% منها كانت من السُّلالة G.
وفي دراسة أخرى، كان 5.9% من 101 عينة أردنية في عمان تنتمي إلى G، ومن 45 عينة في منطقة البحر الميت في الأردن لم يتم إيجاد المجموعة G إطلاقًا بينهم.

### الكويت
من ضمن 42 عينة تم أخذها في الكويت، 2.4% كانت من السُّلالة G.
وفي دراسة اقتصرت على القبائل البدوية في الكويت، من بين 148 عينة، كانت نسبة 3.4% هي G. وقد تم العثور على معظم هذه العينات بين قبيلة عنزة، وكانت جميع هذه العينات العنزيَّة تنتمي إلى الفرع G2a (P15+).

### لبنان
من ضمن 916 عينة لُبنانيَّة أجريت عليهم دراسة عام 2008، كان 6% منهم من السلالة G.
من بين 322 عينة من لبنان في دراسة أجريت عام 2010، كان 7.7% منهم من السُّلالة G. ضمن المجموعات الدينية، كان 7.1% من 195 كاثوليكيًا مارونيًا من السُّلالة G، ونسبة 29.4% من 17 كاثوليكيًا يونانيين من السُّلالة، و5% من 60 عينة للروم أرثوذكس، و7.6% من 26 عينة من أهلُ السُّنَّة، 6.2% من 16 عينة من الشيعة، بينما لا وجود للسُّلالة من 9 رجال دروز.
في 29 عينة من دراسة أجريت عام 2008 بين الدروز في لبنان، لم يكن أي منهم G على عكس النسب الكبيرة من G بينهم في سوريا وإسرائيل.

### سلطنة عمان
من بين 121 عينة تم أخذها من عرب عمان كان 2% منها من السُّلالة G.

### قطر
من 72 عينة تم أخذها في قطر، كان 2.8% منها من السُّلالة G. وكانت جميعها من النوع G2a (P15+).

### المملكة العربية السعودية
من بين 22 عينة مأخوذة في المملكة العربية السعودية في دراسة أجريت عام 2005، كان 4.5% منها من السُّلالة G. وفي دراسة أخرى من عام 2009، من بين 157 عينة سعودية، كان 0.64% من النوع G1 و2.55% من السُّلالة G2.

### الجمهورية العربية السورية
ومن بين 356 عينة تم أخذها في سوريا، كانت نسبة 4.8% منها من السُّلالة G.
وفي دراسة أخرى عن سوريا، كان 5.5% من 200 عينة من السُّلالة G. وفي دراسة أخرى، كان 3.5% من 87 عينة سورية من النوع G.
وفي دراسة أخرى، من بين 26 عينة مأخوذة من الدروز في سوريا، كان 14% منهم من فئة G.

### تركيا
من بين 523 عينة من تركيا في دراسة أجريت عام 2004، كانت 9.2% منها من النوع G. تم العثور على عينات G1/G1a فقط بين عينات شمال شرق تركيا. كما تم العثور على G2b* في مقاطعة قارص في أقصى الشمال الشرقي.
ومن إجمالي 9.2% للسُّلالة G، تم العثور على عينات G في كل من المجموعات الفرعية التالية: (أ) G2b*(M377+ M283-) n=1؛ (ب) G1* (M342+) n=1؛ (ج) G1a (P20+) ن = 4؛ (د) G2a* (P15+) n=37؛ ( هـ ) G2a1 (P16+) n = 5؛ و ( و ) G2b (M286 +) ن = 1. وقد أعادت دراسة أجريت عام 2011 اختبار نفس العينات ووجدت أنه من بين هؤلاء الرجال المدرجين في فئة G2a* (P15+)، كان هناك 10 رجال من فئة G2a3a (M406).
وجدت دراسة أجريت عام 2011 أنه في مدينتي فوتشا وإزمير غرب وسط تركيا، كانت نسبة 3% من نصيب 89 عينة تنتمي إلى G2a3a (M406+) و4% إضافية كانت فروعًا أخرى غير محددة من السُّلالة G.
وجدت دراسة أجريت عام 2012 على عينات من أرمن تركيا العرقيين في شرق تركيا عدم وجود G1 (M285) بين 207 رجال. لكن 2% من 104 عينات في ساسون كانت من فرع G2a1 (P16) ولم يتم العثور على فرع P16 في بحيرة فان. في المقابل، تم العثور على G2a (P15) وليس G2a1 في 8% من بحيرة وان و11% من رجال ساسون.
من بين 87 كرديًا يتحدثون اللغة الكرمانجية في جنوب شرق تركيا في دراسة أجريت عام 2005، وجد أن 2.3% منهم من السُّلالة G. ومن بين 27 كرديًا يتحدثون اللغة الزازاكيَّة في نفس المنطقة، كان 3.7% منهم من السُّلالة G.
وجدت أطروحة دكتوراه عام 2008 والتي أخذت عينات من 140 رجلاً في أربع مدن في وسط تركيا أن 4 من 49 رجلاً في "المدينة 1" كانوا من الفرع G2، و1 من 30 في "المدينة 2"، ولم يكن أي من 31 و 30 رجلاً على التوالي في "المدينة" 3" و"المدينة 4" هما G2. ومع ذلك، طبق المؤلف برنامج التنبؤ فقط على عينات STR لتحديد المجموعات الفردانية. وخلص إلى أن التنوع الجيني الموجود يشير إلى أن "مجموعات أسلاف متعددة ساهمت في التركيب الجيني للمنطقة". كان أحد رجال G2 معروفًا بأصوله في شمال شرق تركيا.

### الإمارات العربية المتحدة
في 164 عينة تم أخذها في دولة الإمارات العربية المتحدة، كان 4.2% منها من السُّلالة G. وكانت غالبيتها من النوع G1.

### اليمن
في 62 عينة تم أخذها في اليمن، كان 1.6% منها G2a (P15+).
وفي دراسة أخرى ركزت على جزيرة سقطرى، لم تكن أي من العينات الـ 63 تنتمي إلى السُّلالة G.
وفي دراسة أخرى أجريت على 20 يمنيًا يهوديًا، كان 5% منهم من الفئة G2a (P15+) و5% آخرين من الفئة G1 (M285+). ويبدو أن هؤلاء الرجال كانوا يعيشون آنذاك في إسرائيل. وجدت دراسة أجريت عام 2010 على الرجال اليهود من 74 رجلاً يهوديًا من اليمن أنه لم يكن للسُّلالة G حضور بينهم.

## منطقة جبال القوقاز

### أرمينيا
من بين 100 عينة تم أخذها في أرمينيا لدراسة عام 2003، 11% كانت من السُّلالة G. ودراسة عام 2011، وجدت أن نسبة 11% من 57 عينة أرمينية كانت G1 و11% G2a. كما وجدت دراسة أجريت عام 2012 أن أياً من العينات الأرمنية الـ 206 لم تكن من فئة G2a1 (P16)، لكن 2% من 110 رجال في وادي أرارات في الغرب و1% من 96 رجلاً في جاردمان في الشرق كانوا من فئة G1 (M285). تم العثور على المزيد من G2a (P15) ولكن لم يتم العثور على G2a1، بإجمالي 9% من رجال وادي أرارات و4.5% من رجال جاردمان.
وجدت دراسة أجريت عام 2010 والتي ركزت على الرجال اليهود الأرمن تحديدًا، وُجد أن 21% من 57 رجلاً يهوديًا من أرمينيا كانوا من السُّلالة G. لاحظ أن اليهود في أرمينيا هم في الغالب من الأشكناز والأصول الجورجيَّة.

### أذربيجان
من بين 72 عينة تم أخذها في أذربيجان، كان 18% منها من السُّلالة G.
وفي دراسة ركزت على منطقة طاليش في الطرف الجنوبي لأذربيجان، وجد أن 3% من 40 عينة كانت من السُّلالة G.
وجدت دراسة أخرى أخذت عينات من اليهود من أذربيجان أن 16% من 57 رجلاً كانوا من المُنتمين إلى السُّلالة G.

### جورجيا
من بين 61 عينة تم أخذها في جورجيا (2001)، كان 30% منها من السُّلالة G. من بين 77 عينة تم أخذها في جورجيا (2003)، كان 31% منها من السُّلالة G. تمتلك جورجيا أعلى نسبة من السُّلالة G بين عامة السكان المسجلة في أي دولة أخرى حتى الآن. ومن بين 66 عينة تم أخذها في جورجيا (2009)، كان 31.6% منها من النوع G2a (P15+). من هذا الرقم البالغ 31.6%، كان 1.5% من G2a3a (M406+)، والباقي أنواع أخرى غير محددة من G2a.
وقد وجد في أبخازيا، نسبة 55% من 60 عينة على أنها من السُّلالة G كما هو مدرج في عرض عام 2009 الذي قدمته خديجة ديبيروفا. في دراسة أجريت عام 2011، تم العثور على نسبة 47% من 162 أبخازيًا من الفئة G2a. في أوسيتيا الجنوبية تم العثور على 48% من 10 عينات G2a. وكان الفرع G1 غائبًا تمامًا عن كلا الموقعين. وجدت دراسة أخرى أجريت عام 2011 بين 58 أبخازيًا أن 12% منهم كانوا G2a1a (P18)، 21% كانوا G2a3b1 (P303) و 24% كانوا G2a (P15).
في دراسة أجريت على رجال يهود، كان 4.8% من 62 رجلًا يهوديًا من جورجيا من السُّلالة G.

### الاتحاد الروسي (منطقة القوقاز)
يمثل التركيز العالي للسُّلالة G بين الشابسوغ في أقصى شمال غرب القوقاز أعلى نسبة من الـG بين أي مجموعة في جميع أنحاء العالم. هذه هي أعلى نسبة من G في مجموعة سكانية واحدة في العالم – أعلى قليلاً من بين مدجرات كازاخستان.
ملحوظة: أظهرت الدراسة التي أجراها يونوسباييف (2006) أن العدد الصغير لعائلة لغة شمال شرق القوقاز الناطقة باللغة الأنديكية شامالال يبلغ 19٪ (العدد = 5/27) G2a-P15، وكل هذا كان فرعًا فرعيًا غير معروف من G2a- تم إدراج P15 كـ "G2c" (المصنف حاليًا على أنه G2b) والذي لم يتم تعريفه في عام 2006 عندما أجريت هذه الدراسة (لم يتم إجراء اختبار SNP لـ G2b-M377 الحقيقي). ونظرًا لأن هذه الدراسة اختبرت G-M201 وG2a-P15 فقط، فمن الممكن أن تكون هذه الفئة الفرعية هي G2a1-P16، نظرًا لأن عددًا من أنماط G الفردية المحتملة من داغستان هي في الواقع G2a1-P16. وذكر أيضًا أن 12% (العدد = 76) من حيوانات Kumyks التي تم اختبارها كانت من نوع G – مع هذا الرقم يتكون من 11% G2a (P15+) و1% (1/76) مدرج كـ "G2c"، والذي كان مرة أخرى في ذلك الوقت فرعًا فرعيًا من G2a-P15، على الأرجح G2a1-P16).

## آسيا

### أفغانستان
وجد بين البشتون من أفغانستان هابلوغروب G2b ما نسبتهُ 6.1٪.

### الصين
تم العثور على هذه النسب من G في العدد التالي من العينات من الصين في دراسة أجريت عام 2006: (أ) الأويغور الذين يعيشون بشكل أساسي في أقصى شمال غرب الصين 4.5% من 67 عينة. بينما وجد بين قومية الهان الشمالية 2.3% من 44 عينة. لا وجود للسُّلالة في هان الجنوبية من 40 عينة. نتيجة معدومة أيضًا في التبت من 105 عينة.

### الهند
في 405 عينات تم أخذها في الهند في دراسة أجريت عام 2005، كان 1.5% منها من السُّلالة G. وفي دراسة أجريت عام 2009 والتي غطت معظمها نيودلهي وأندرا براديش، كان 2% من 104 عينة من السُّلالة G.
في دراسة أجريت عام 2010 لعينة 45 من يهود كوشين من جنوب الهند، لم يكن أي منهم من المجموعة الفردانية G. وجدت الدراسة نفسها أن 6.5% من 31 يهوديًا من بني إسرائيل من مومباي كانوا من السُّلالة G.
في دراسة أجريت عام 2010 عن المسلمين في الهند، في ولاية أوتار براديش في الهند وجود نسبة 2.3% من 129 رجلاً سنيًا هنديًا كانوا من السُّلالة G، كما كان 8% من 161 شيعيًا هنديًا هناك. وفي ولاية أندرا براديش في جنوب الهند، كان 8% من 25 شيعيًا إيرانيًا من فئة G. وفي قبيلة الداوودي بوهرا في غرب وجنوب الهند، لم يتم العثور على السُّلالة G في 76 عينة، كما كان الحال بين قبيلة مابلا في جنوب الهند.

### إيران
من بين 33 عينة تم أخذها في شمال إيران ، كانت 15.2% منها من السُّلالة G. ومن بين هذه العينات الخمس، كانت 4 منها من الفرع G2a (P15+). و12.8% من 117 عينة من جنوب ذلك البلد كانت من السُّلالة G. وفي هذا الموقع الأخير، كانت نسبة G1 تعادل تقريبًا نسبة G2a. لم يقدم المؤلفون معلومات حول المواقع التي تم أخذ العينات منها.
من بين 91 عينة تم أخذها من مواقع غير محددة في شمال إيران (2009)، كانت 2.2% منها من السُّلالة G.
من بين 50 عينة مأخوذة من المازندرانيين في شمال إيران غرب بحر قزوين، كان ينتمي ما نسبته 14% منها إلى السُّلالة G. وبالمثل من 50 عينة من الجيلاكيين في نفس المنطقة، كان 10% من السُّلالة G.
من بين 50 عينة مأخوذة من نهر التاليش على طول الشاطئ الجنوبي الغربي لبحر قزوين في شمال وسط إيران، وجد نسبة 2% منها من السُّلالة G.
تم أخذ العينات في دراسة أخرى في محافظة خوزستان غرب وسط إيران، وتم العثور على 15% G بين 53 عينة بختيارية في إيذة و6% G بين العرب في الأهواز.
في دراسة أجريت على رجال يهود إيرانيون، لم يكن هناك رجال من السُّلالة G بين 49 رجلاً من أصول إيرانية.

### اليابان
من بين 259 عينة تم أخذها من بين المجموعات أو المواقع التالية في اليابان : آينو، أوموري، أوكيناوا، شيزوكا، توكوشيما وكيوشو، لم يتم إيجاد أي انتماء إلى السُّلالة G.
وفي دراسة أخرى، من بين 23 عينة تم أخذها في اليابان، لم يكن أي منها ينتمي إلى السُّلالة G.

### كازاخستان
يُعتقد أن قبيلتين كازاخستانيتين تمتلكان أعلى مستويات السُّلالة G في العالم. وهذا أمر لافت للنظر جزئيًا لأن معظم الكازاخستانيين ينتمون إلى السُّلالة C3.
في دراسة أجريت على المادغار الكازاخستانيين في منطقة تورغاي في كازاخستان، تبين أن 86.7% من 45 عينة كانت من السُّلالة G. وهذا هو أعلى تركيز ونسبة لـ G تم الإبلاغ عنه في أي مكان في العالم حتى الآن. وكانت جميع العينات من الفرع G1.
وجدت دراسة محدودة أن الفرع (G1) وجد بين أربعة من أصل خمسة من الأرجين تم أخذ عينات منهم في وسط كازاخستان. تم توثيق الأرجين، الذين كانوا يُعرفون سابقًا باسم الباسميل، لأول مرة في القرن السادس، حيث كانوا يقيمون فيما يعرف الآن بمنطقة شينجيانغ في الصين.

### كوريا
من بين 75 عينة مأخوذة في كوريا في دراسة أجريت عام 2006، كانت النتيجة معدومة الانتماء للسُّلالة G. ومن بين 85 عينة أخرى تم أخذها أيضًا في عام 2006 في كوريا، كانت معدومة أيضًا. كما وجدت دراسة أجريت عام 2011 على 64 عينة كورية عدم وجود السُّلالة G فيما بينها.

### منغوليا
من 149 عينة تم أخذها في منغوليا، كان 0.7% من النوع G. وفي 47 عينة تم أخذها أيضًا في عام 2006 في منغوليا، كانت نسبة معدومة من السُّلالة G.

## أوروبا

### ألبانيا
من بين 55 عينة تم أخذها في ألبانيا في دراسة أجريت عام 2009، كان 1.8% منها من فئة G2a (P15+). لم يكن أي منهم G2a3a (M406 +). في دراسة أجريت عام 2010، لم يتم العثور على G بين عينات الرجال غابيل وغيفك، ولكن 1.2% من غهيك و3.3% من توسك كانوا G (M201+).

### بلغاريا
في عينة كبيرة مكونة من 808 عينة من بلغاريا من كاراتشاناك، 4.6% هم من الفئة G2a.

### كرواتيا
من بين 89 عينة تم أخذها في كرواتيا في دراسة أجريت عام 2009، كان 1.1% منها من النوع G2a (P15+). في هذه الدراسة نفسها، تم أخذ 29 عينة بشكل منفصل في مدينة أوسييك في أقصى شرق البلاد، وكان 13.8% منها من فرع G2a (P15+). تم أيضًا اختبار عينات G2a بحثًا عن G2a3a (M406)، ولم يتم العثور على أي منها.

### جمهورية التشيك
من بين 257 عينة من جمهورية التشيك، كانت النسبة 5.1% منها من السُّلالة G وكانت الأغلبية الساحقة من الفرع G2a (P15+).
وفي دراسة أخرى، من بين 75 عينة من التشيك، كان نسبة 4.0% من نصيب الفرع G2a (P15+). لم يكن أي من هؤلاء G2a3a (M406+).

### الدنمارك
لا توجد دراسة استقصائية لعامة السكان في الدنمارك بناءً على اختبار SNPs، لكن التقريب المستند إلى علامات STR لـ 247 عينة من هناك في قاعدة بيانات YHRD  يشير إلى أن 1.2% (n=3) هم G باستخدام مجموعة Athey الفردانية متنبئ. هناك العديد من العينات الإضافية التي قد تكون G.
لا توجد دراسة استقصائية لعامة السكان في إستونيا بناءً على اختبار SNPs ، لكن التقريب المستند إلى علامات STR لـ 133 عينة من تارتو في قاعدة بيانات YHRD  يشير إلى عدم وجود G باستخدام متنبئ المجموعة الفردانية Athey. العديد من العينات الإضافية تعتبر حدودًا لكونها G.

### فنلندا
وجدت دراسة أن 5% من 40 عينة من بوهيانما في فنلندا كانت من السُّلالة G.

### فرنسا
في دراسة أجريت عام 2003، في 23 عينة مأخوذة من مكان ما في فرنسا (2003)، كانت نسبة معدومة من السُّلالة G، ولكن تظهر النسبة 11.8% من 34 عينة في جزيرة كورسيكا الفرنسيَّة حيث انتمت إلى السُّلالة G.
وجدت دراسة أجريت عام 2011 أنه من بين 51 رجلاً في بروفنس بجنوب شرق فرنسا، كان 8% منهم من السُّلالة G مع عدم وجود G2a3a (M406+).

### ألمانيا
لا يوجد مسح لعموم سكان ألمانيا يعتمد على اختبار تعدد الأشكال، ولكن هناك طريقة تقريبية تعتمد على علامات STR في العينات الموجودة في قاعدة بيانات YHRD. باستخدام متنبئ المجموعة الفردانية Athey. تشير إلى نسب السُّلالة G التالية بين العينات من هذه المدن الألمانية: (أ) فرايبورج في الجنوب الغربي، 433 عينة منها 4.4% (العدد = 19) من الفئة G؛ (ب) ميونيخ في الجنوب الشرقي، 281 عينة منها 5.3% (العدد = 15) من النوع G؛ (ج) كيمنتس في الشمال الشرقي. 820 عينة منها 3.8% (ن=31) من G.

### اليونان
من بين 76 عينة مأخوذة من مكان ما في اليونان (2003)، كان 2.6% منها من السُّلالة G. وفي 77 عينة مأخوذة من مكان ما في اليونان (2007)، كان 9.1% منها من السُّلالة G.
في دراسة أخرى (2009)  3.3% من 92 عينة يونانية كانت من السُّلالة G. كانت هذه النسبة 3.3% مكونة من 1.1% G2a3a (M406+) والباقي أنواع أخرى من G2a.
في دراسة أجريت عام 2011، من بين 57 رجلاً في Nea Nikomedeia، كان 4% منهم من السُّلالة G مع عدم وجود G2a3a (M406+) ومن بين 57 رجلاً في سيسكلو / ديميني، كان 4% منهم ينتمون إلى الفرع G2a3a وكان رجال G غير محددين إضافيين 2%. وعلى البيلوبونيز، من بين 57 رجلاً في منطقة ليرنا / كهف فرانشتيهي، كان 4% منهم G2a3a و2% آخرين على السُّلالة G.

### هنغاريا
من بين 100 عينة تم أخذها في المجر، تم العثور على 3.0% من G، وكانت جميعها G2a (P15+).
وفي دراسة أخرى، من بين 53 عينة من هنغاريا، كان 1.9% من G2a (P15+). لم يكن أي من هؤلاء من ينتمي إلى الفرع G2a3a (M406+).
في دراسة أجريت عام 2008 على 215 مجريًا، تم العثور على G2a (P15+) في 4%، كما وجد أيضًا بنسبة أقل حوالي 2% من الغجر المجريين. ولم يتم الإبلاغ عن وجود فرع G1.

### أيرلندا
من بين 796 عينة تم أخذها في جميع مناطق أيرلندا، لم يتم العثور في أيًا منها على السُّلالة G. الرقم الفعلي للسكان بالتأكيد ليس صفرًا لأن هناك عشرات العينات من أشخاص من أصل أيرلندي في قواعد بيانات مختلفة.

### إيطاليا
في دراسة كبيرة أجريت عام 2007 على 11 منطقة في شبه جزيرة إيطاليا وإلبا، كان ما نسبته 10.7% من 699 عينة من السُّلالة G. ولم يأخذ المؤلفون عينات من منطقة شمال غرب ميلانو والجبال العالية في الشمال الأوسط. كان لعينات فال باديا في أقصى شمال شرق إيطاليا نسبة منخفضة غير معتادة بلغت 3% من 34 عينة. تراوحت المناطق الأخرى جميعها بين 7% إلى 15% G. وكان لدى إلبا 11% من 95 عينة مثل السُّلالة G.
وجدت دراسة أجريت في إيطاليا عام 2003 أن 11.8% من 51 عينة في صقلية ؛ 8.1% من 37 عينة في كالابريا ؛ 14.1% من 78 عينة في سردينيا ؛ و10% من 50 عينة في شمال وسط إيطاليا كانت من السُّلالة G.

### كوسوفو
من بين 113 عينة تم أخذها من الألبان في كوسوفو، لم يكن أي منهم على السُّلالة G.

## أمريكا الشمالية ومنطقة البحر الكاريبي

### كوبا
من بين 245 رجلاً تم أخذ عينات منهم في كوبا، كان 6.1% منهم على السُّلالة G.

### الولايات المتحدة
من بين 2517 شخصًا في الولايات المتحدة الأمريكية من مجموعة واسعة من المناطق، وجد أن 2.5% منهم من السُّلالة G. وعندما يقتصر الأمر على أولئك الذين لديهم أصول أوروبية ترتفع النسبة إلى حوالي 4%. بينما يتواجد بنسب صغيرة بين الأمريكيون من أصل أفريقي حوالي 1% من السكان، والأمريكيين الأصليين 0.3%.

## أمريكا الجنوبية

### البرازيل
في دراسة أجريت على 48 رجلاً من قبيلة الأبالاي من غابة الأمازون في البرازيل، لم يكن أي منهم G.

## أنظر أيضا
- علم الأنساب الجيني
- المجموعة الفردانية G-M201